# Dorchester Company
Die Dorchester Company war eine kurzlebige Siedlungsgesellschaft im 17. Jahrhundert.

## Geschichte
Puritaner unter der Führung des in Dorchester tätigen Reverend John White gründeten 1623 eine Gesellschaft, die den Handel mit der Kolonie Virginia und die Ausbeutung der Fischgründe vor Neuengland sowie die Gründung einer Siedlung am Cape Ann zum Ziel hatte.
Der erste Siedlungsversuch erfolgte 1623 nahe dem heutigen Gloucester, doch erzwangen Versorgungsschwierigkeiten die Aufgabe der Kolonie 1626; ein Großteil der Siedler kehrte nach England zurück. Die Gesellschaft wurde daraufhin aufgelöst, jedoch bereits 1628 unter der Führung von John Endicott neu als New England Company gegründet. Eine Gruppe von Auswanderern unter dessen Führung fuhr nach Neuengland, um sich mit den dort verbliebenen Siedlern unter der Führung von Roger Conant in Naumkeag, dem heutigen Salem zu vereinigen.
Im Jahre 1629 ging aus der New England Company die Massachusetts Bay Company hervor, nachdem dieser durch die königliche Charta vom 4. März 1629 weitgehende Autonomie zugesichert worden war.